# Івана Ковачова
Івана Ковачова (словац. Ivana Kováčová, нар. 24 лютого 1992, Братислава} — словацька художня гімнастка, учасниця національної збірної. Вона брала участь у літніх Олімпійських іграх 2008 року, а також чемпіонатах світу, включаючи чемпіонат світу з художньої гімнастики 2009 року в Лондоні, Велика Британія